# بيثون بن كراتياس
بيثون أو بايثون (355 ق.م. - 314 ق.م.) (باليونانية القديمة:Πείθων أو Πίθων) كان ابنا لكراتياس، ورجلا نبيلا من إيوردايا غرب مقدونيا. وهو أحد حراس الإسكندر الكبير، ولاحقا أصبح مرزبانا على منطقة ميديا، كما أنه كان أحد أقوى القادة الخلفاء للإسكندر الأكبر.

## زمن الإسكندر وبداية ظهوره
كان بيثون أحد الحراس الشخصيين السبعة للإسكندر الأكبر «سوماتوفيلاكيس Somatophylakes» (لاحقا أصبحوا ثمانية) منذ العام 325 قبل الميلاد. وبعد موت الإسكندر الأكبر في العام 323 قبل الميلاد أصبح بيثون مرزبانا على منطقة ميديا، المنطقة المهمة بشكل إستراتيجي التي كانت تسيطر كل الطرق بين الشرق والغرب. ولأن مقاطعة ميديا كانت أكبر من أن يستلمها رجل واحد وتخوف القادة الآخرون من زيادة قوة بيثون وإمكانية تشكيله خطرا قد يزعزع كامل الإمبراطورية. لذا كان لزاما عليه التخلي عن الجزء الشمالي من المنطقة وتسليمه لأتروباتيس والتي عرفت من حينها باسم أتروباتينية.

## تمرد جنود المنطقة الشرقية
قام الجنود الذين بقوا في الجزء الشرقي لإمبراطورية الإسكندر الأكبر بالاحتجاج والتمرد بسبب طول بقاءهم في تلك المنطقة. فقام بيرديكاس والذي كان آنذاك وصيا على إمبراطورية الإسكندر بإرسال بيثون مع فرقة من الجنود المقدونيين لإخماد ثورات الجنود هناك وبالفعل فقد استطاع بيثون هزم الجنود المتمردين بكل سهولة وقبل منهم معاهدتهم إلا أن رجال بيثون والذين كانوا يأملون بالحصول على غنائم من حربهم هذه رفضوا المعاهدة وقاموا بذبح أولئك الجنود. بعدها عاد بيثون إلى بلاد فارس ولكن بيرديكاس أصبح متشككا في أمر ولاء بيثون له، وفي الحرب الأولى للقادة الخلفاء، طلب بيرديكاس من بيثون لحاقه إلى مصر لأنه أراد محاربة بطليموس الأول والاستيلاء على مصر البطليموسية

## الوصاية على الإمبراطورية
في صيف 320 قبل الميلاد قام بيثون وأنتيغينيس وسلوقس الأول بقتل بيرديكاس وبدؤوا بالتفاوض مع معارضيهم. فاقترح بطليموس الأول في بادئ الأمر بأن يصبح بيثون وأرياديوس بتولي الوصاية إمبراطورية الإسكندر الأكبر. لكن القادة الخلفاء الآخرين عارضوا هذا الأمر فيما بعد وقرروا إعطاء الوصاية لأنتيباتر.

## تحالف مرزبانات المناطق الشرقية
بعد وفاة أنتيباتر، وسع بيثون سيطرته. وغزا مرزبان منطقة فرثيا وجعل أخاه أويديموس المرزبان الجديد على فرثيا. وابتداء من العام 317 قبل الميلاد قام مرزبانات المناطق الشرقية الآخرون بما فيهم بيثون بن أجينور والذي كان مرزبانا على منطقة إندوس الهندية بالتحالف ضد بيثون ووجهوا جيوشهم باتجاهه واستطاعوا دحره. كما أنهم تحالفوا مع يومينس في مهمته الجديدة الموكلة إليه من قبل الوصي الجديد لإمبراطورية الإسكندر الأكبر في إخضاع أنتيغونوس الأول مونوفثالموس. أما بيثون فقد انضم إلى أنتيغونوس الأول الذي استطاع ضرب كلا من يومينس وحلفائه الجدد في معركة قرب سوسة.

## نهاية بيثون
بعد الحرب الثانية للقادة الخلفاء أصبح بيثون من أقوى القادة الخلفاء في الجزء الشرقي للإمبراطورية وبدأ بإعادة بسط نفوذه الأمر الذي لم يعجب أنتيغونوس الأول فقام الأخير بخداع بيثون ودعاه للحضور إلى بلاطه وعندما وصل بيثون البلاط قام أنتيغونوس الأول بإعدامه.